# Sesleria robusta
Sesleria robusta là một loài thực vật có hoa trong họ Hòa thảo. Loài này được Schott, Nyman & Kotschy miêu tả khoa học đầu tiên năm 1854.

## Hình ảnh

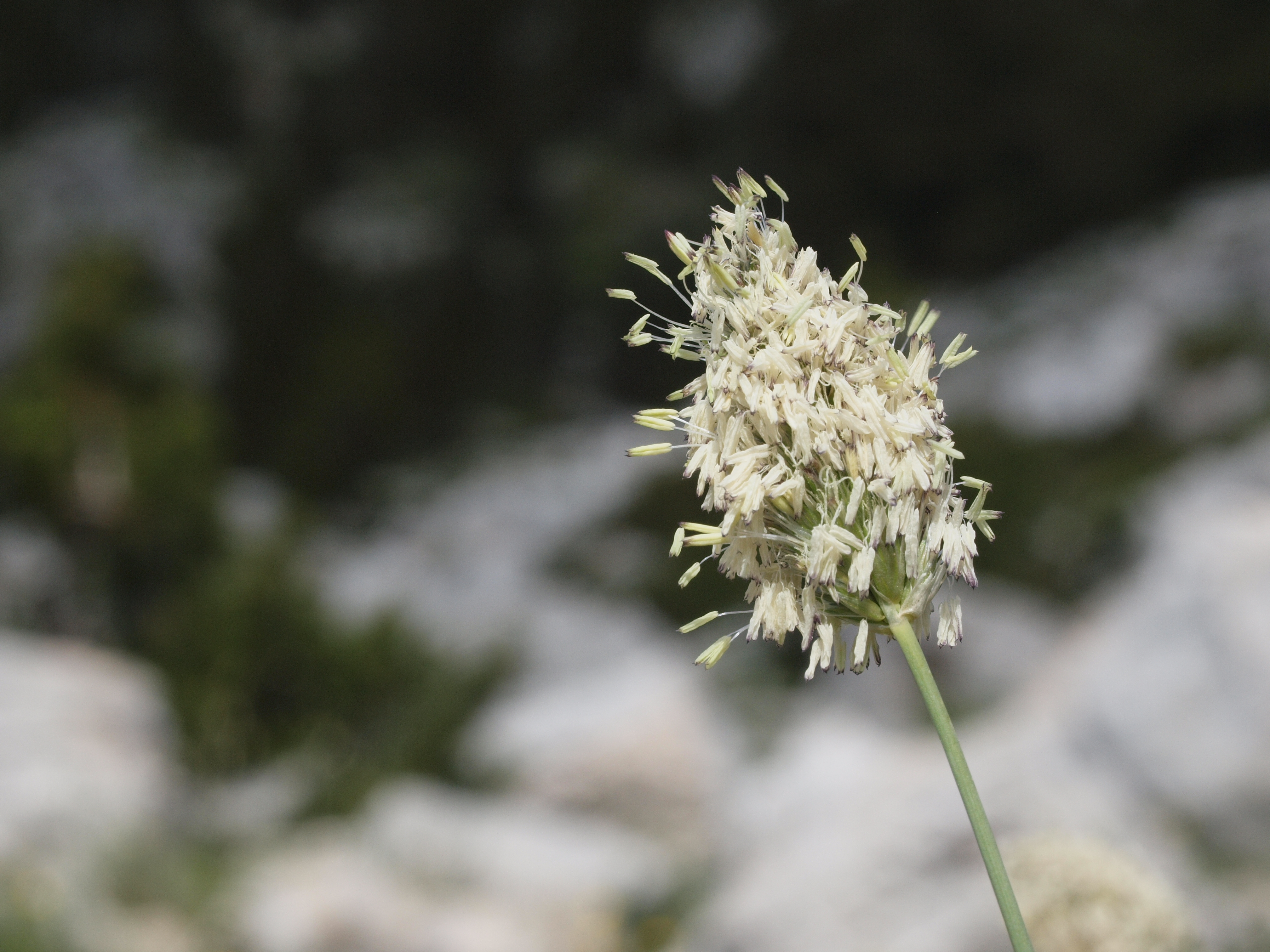
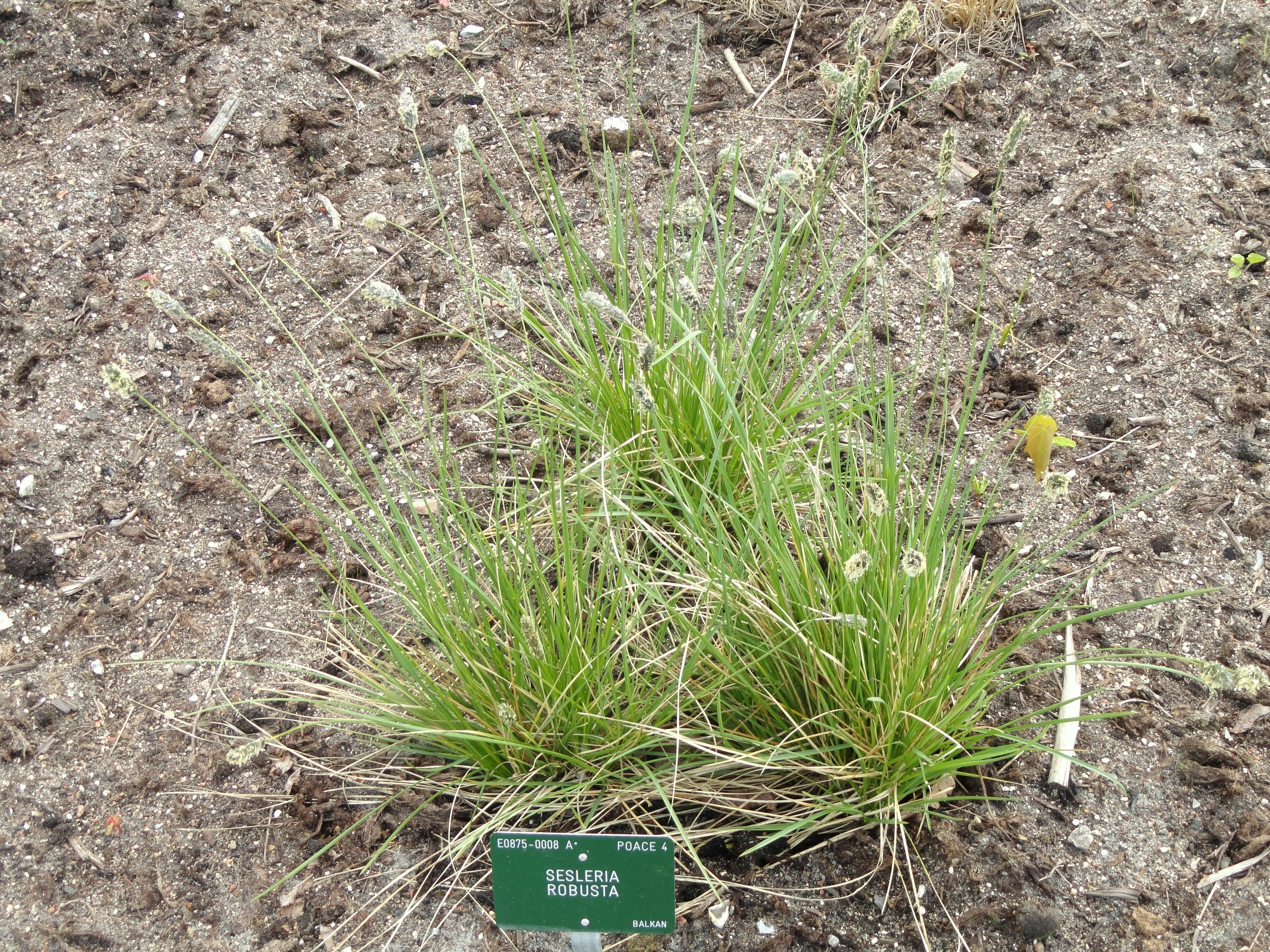